# Nils Duréel
Nils Nilsson Duréel, tidigare Nilsson, född i Norrköping, Östergötland, död 4 januari 1694 i Björskogs församling, var en svensk militär.

## Biografi
Nils Duréel föddes i Norrköping. Han var son till borgmästaren Nils Månsson och Margareta Crusebjörn i Norrköping. Duréel adlades 14 april 1654 tillsammans med sina bröder Peter Duréel och Johan Duréel till Duréel och introducerades i Sveriges riddarhus som nummer 609. Han arbetade som överstelöjtnant vid Magnus Gabriel De la Gardies livregemente och blev 5 januari 1689 kommendant på Bohus, med avsked 22 september samma år. Duréel avled 1694 på Sörby i Björskogs församling och begravdes 18 februari i Odensvi socken.

### Familj
Duréel var gift med Anna Ribbing (1637–1695). Hon var dotter till landshövdingen Gustaf Ribbing och Christina Pauli.